# Manatí (Cuba)
Pour les articles homonymes, voir Manatí.
Manatí est une ville et une municipalité de Cuba dans la province de Las Tunas.

## Géographie

### Situation
Manatí se trouve dans la partie sud de l'île de Cuba, sur la côte nord. Par route, la ville est à 45 km nord de sa capitale de province Las Tunas, 255 km nord-ouest de Santiago de Cuba et 649 km sud-est de La Havane.

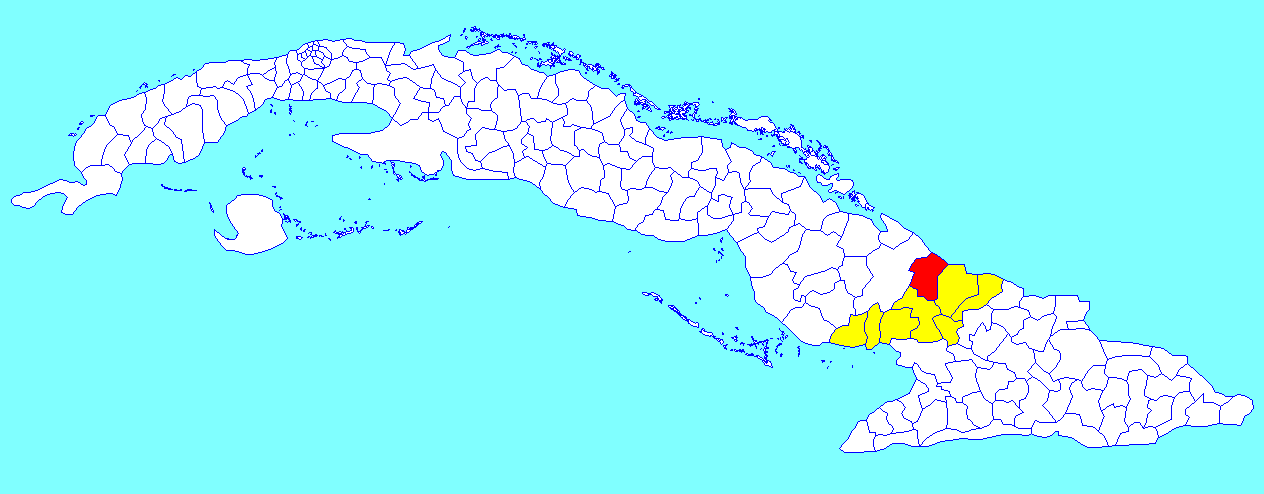
Manatí dans la province de Las Tunas

### Divisions administratives
La municipalité comprend dix consejos populares :
- Puerto Manatí
- Pecuario
- La Constructiva
- Dumañuecos
- La Guinea
- Cerro de Caisimú
- Fleitas
- Las Catalinas
- Urbano
- Tasajera

## Population
En 2022 la population de la municipalité est estimée à 28 773 habitants. Pour une surface de 942,3 km2, la densité est de 30,53 habitants/km².